# Amadou Sow
Pour les articles homonymes, voir Sow.
Amadou Sow, né le 10 juillet 1956 à Foulamory république de Guinée, est un homme politique et militaire guinéen du corps de l'armée de mer.
Le 22 janvier 2022, il est nommé conseiller au sein du Conseil national de la transition (CNT) de la Guinée en tant que représentant des forces de défense et de sécurité.